# Tricalamus longimaculatus
Tricalamus longimaculatus är en spindelart som beskrevs av Wang 1987. Tricalamus longimaculatus ingår i släktet Tricalamus och familjen Filistatidae. Inga underarter finns listade i Catalogue of Life.